# 周山 (嘉靖進士)
周山（1491年—？），字子仁，號縝菴，直隸常州府武進縣人，民籍，明朝政治人物。

## 生平
正德十一年（1516年）丙子科順天府鄉試第一百二十八名舉人。嘉靖十一年（1532年）壬辰科會試第二百六十名，未殿试，十七年（1538年）登第三甲第二百名進士。禮部觀政，授南京户部主事，乞終养，不复出，卒于家。

## 家族
曾祖周仲傑；祖父周昱，七品散官；父周榮，德府引禮舍人；母吳氏。慈侍下。子周良金，選貢，授鴻臚寺署丞，登仕郎，致仕。孫周治隆，國子生，任誥敕房中書舍人，加六品俸。曾孫周易、周傳、周詩、周雅、周頌。